# Jócsák Kálmán
Jócsák Kálmán (Szatmárnémeti, 1876. június 24. – Budapest, 1948. április 9.) szociáldemokrata politikus, molnár.

## Életpályája
Pályáját a malomiparban kezdte munkásként. 1899-től a munkásmozgalom résztvevője volt. 1904-től a vasúti munkások szabad szakszervezetének, 1906-tól a földművesszövetség ügyvezető titkára volt. 1908-tól az MSZDP újpesti, 1909-től kassai titkára volt. 1910–1911 között az alföldi kerületi párttitkárság vezetője volt. 1911–1914 között munkásbiztosítási tisztviselőként dolgozott Kolozsváron. 1914–1918 között Újvidéken a munkásbiztosító pénztár igazgatója volt. 1918. november 1-én az újvidéki Nemzeti Tanács elnökhelyettesévé választották. A szerb csapatok bevonulása után elhagyta Újvidéket, majd Csongrád vármegye kormánybiztos-főispánjává nevezték ki. A Tanácsköztársaság alatt (1918–1919) Csongrád vármegyében a direktórium tagja volt. A Tanácsköztársaság bukása (1919) után háromévi fegyházra ítélték. Kiszabadulása után 1922-ben Romániába költözött, ahol csatlakozott a munkásmozgalomhoz. 1935-ben súlyos betegsége miatt kapcsolatai megszakadtak a mozgalommal.
Szerkesztette a Csongrádi Proletár című lapot.